# Santo Domingo (Chiriquí)
Santo Domingo es un corregimiento del distrito de Bugaba en la provincia de Chiriquí, República de Panamá. Cuenta con una población de 2.625 habitantes (2010).